# Episodi de La signora in giallo (quarta stagione)
La quarta stagione della serie televisiva La signora in giallo è composta da 22 episodi, trasmessi per la prima volta negli Stati Uniti sul canale CBS tra il 20 settembre 1987 e l'8 maggio 1988.
In Italia, gli episodi sono stati trasmessi in prima visione e in disordine dal 6 dicembre 1989 al 28 maggio 1998 su Rai 1.
| nº | Titolo originale                                    | Titolo italiano                        | Prima TV USA      | Prima TV Italia  |
| -- | --------------------------------------------------- | -------------------------------------- | ----------------- | ---------------- |
| 1  | A Fashionable Way to Die                            | L'assassinio è di moda                 | 20 settembre 1987 | 6 dicembre 1989  |
| 2  | When Thieves Fall Out                               | Un simpatico gruppo di amici           | 27 settembre 1987 | 13 dicembre 1989 |
| 3  | Witness for the Defense                             | Chiamo a testimoniare Jessica Fletcher | 4 ottobre 1987    | 16 ottobre 1990  |
| 4  | Old Habits Die Hard                                 | Delitto in convento                    | 11 ottobre 1987   | 30 aprile 1990   |
| 5  | The Way to Dusty Death                              | Troppi assassini per un morto          | 25 ottobre 1987   | 7 dicembre 1989  |
| 6  | It Runs in the Family                               | Caratteristica di famiglia             | 1º novembre 1987  | 2 ottobre 1990   |
| 7  | If It's Thursday, It Must Be Beverly                | Beverly di giovedì                     | 8 novembre 1987   | 19 luglio 1990   |
| 8  | Steal Me a Story                                    | Un regalo esplosivo                    | 15 novembre 1987  | 8 dicembre 1989  |
| 9  | Trouble in Eden                                     | Delitto nel Giardino dell'Eden         | 22 novembre 1987  | 11 dicembre 1989 |
| 10 | Indian Giver                                        | La lancia Algonkina                    | 29 novembre 1987  | 15 dicembre 1989 |
| 11 | Doom with a View                                    | Camera con delitto                     | 13 dicembre 1987  | 29 maggio 1992   |
| 12 | Who Threw the Barbitals in Mrs. Fletcher's Chowder? | Zuppa di pesce ai barbiturici          | 3 gennaio 1988    | 4 settembre 1991 |
| 13 | Harbinger of Death                                  | Quando appare una cometa               | 24 gennaio 1988   | 12 dicembre 1989 |
| 14 | Curse of the Daanav                                 | La maledizione di Daanav               | 7 febbraio 1988   | 30 ottobre 1990  |
| 15 | Mourning Among the Wisterias                        | Due spari nel buio                     | 14 febbraio 1988  | 9 ottobre 1990   |
| 16 | Murder Through the Looking Glass                    | Omicidio allo specchio                 | 21 febbraio 1988  | 27 maggio 1992   |
| 17 | A Very Good Year for Murder                         | Omicidio d'annata                      | 28 febbraio 1988  | 14 dicembre 1989 |
| 18 | Benedict Arnold Slipped Here                        | Benedict Arnold ha dormito qui         | 13 marzo 1988     | 23 ottobre 1990  |
| 19 | Just Another Fish Story                             | Nuova ricetta per il pesce             | 27 marzo 1988     | 5 agosto 1991    |
| 20 | Showdown in Saskatchewan                            | Il fuggiasco                           | 10 aprile 1988    | 28 maggio 1992   |
| 21 | Deadpan                                             | La morte usa il computer               | 1º maggio 1988    | 4 dicembre 1989  |
| 22 | The Body Politic                                    | La fiera elettorale                    | 8 maggio 1988     | 5 settembre 1991 |

## L'assassinio è di moda
- Titolo originale: A Fashionable Way to Die
- Diretto da: Nick Havinga
- Scritto da: Donald Ross

Jessica è a Parigi, dove la sua amica stilista Eva Taylor ha in programma una grande sfilata di moda. Ben presto la signora Fletcher scopre che Eva ha grossi guai finanziari ed è vittima delle pressioni di Maxim Soury, uno strozzino che vuole convincerla a cedergli metà della sua attività. Quando Soury viene assassinato nella sua stanza d'albergo, Eva diviene la principale sospettata ma Jessica è convinta dell'innocenza della sua amica.
- Altri interpreti: Lee Bergere (Maxim Soury), Bill Beyers (Peter Appleyard), Danielle Brisebois (Kim Bechet), Randi Brooks (Lu Watters), Taina Elg (Claudia Soury), Juliet Prowse (Valerie Bechet), Barbara Rush (Eva Taylor), Fritz Weaver (ispettore Hugues Panassié), Karen Hensel (Marie), Michel Voletti (Luter), Bonnie Ebsen (Yvette), Louise Dorsey (Dede), Jean-Paul Vignon (Emcee)

## Un simpatico gruppo di amici
- Titolo originale: When Thieves Fall Out
- Diretto da: Seymour Robbie
- Scritto da: Arthur Weingarten

Vent'anni fa Andrew Durbin, allora un giovane studente, fu incriminato con l'accusa di aver ucciso un uomo che gli aveva dato un passaggio in automobile; dopo aver scontato una lunga condanna in carcere, fa ritorno a Cabot Cove professando la sua innocenza e cercando di incastrare il vero colpevole: le sue indagini si concentrano in particolare su alcuni dei suoi ex compagni di studi e, quando le cose si complicano, Andrew chiede aiuto alla signora Fletcher, che all'epoca dei fatti era la loro insegnante.
- Altri interpreti: Tom Bosley (sceriffo Amos Tupper), John Glover (Andrew Durbin), Michael Lembeck (Arnie Wakeman), Kenneth McMillan (Coach Kevin Cauldwell), Caitlin O'Heaney (Sillman), John Bennett Perry (giudice Perry Sillman), Dack Rambo (Bill Hampton), Shelley Smith (Alison Hampton), Mark Voland (Dan Pulling), Charles Summers (Doc Mathews)

## Chiamo a testimoniare Jessica Fletcher
- Titolo originale: Whitness for the Defense
- Diretto da: Seymour Robbie
- Scritto da: Robert E. Swanson

Jessica viene chiamata a testimoniare da un tribunale del Québec: Jim Harlan, un suo vecchio amico, è imputato nel processo per l'omicidio della sua giovane moglie Patricia, perita nell'incendio della casa coniugale. Oliver Quayle, l'avvocato difensore di Jim, sostiene che la morte di Patricia sia dovuta a un tragico incidente e che il suo cliente ha un alibi in quanto si trovava in compagnia della propria amante Monica Blane. Quest'ultima tuttavia risulta irreperibile e la situazione di Jim si complica quando una perizia stabilisce che Patricia non è morta a causa dell'incendio, bensì è stata uccisa prima.
- Altri interpreti: Christopher Allport (Jim Harlan), Richard Cox (Clay McCloud), Stefan Gierasch (Dr. Cornwall), Marilyn Hassett (Patricia Harlan), Simon Jones (Barnaby Friar), Dianne Kay (Monica Blane), Patrick McGoohan (Oliver Quayle), Juliet Mills (Annette Pirage), Claire Trevor (Judith Harlan), James Staley (Fouchet), Charlie Brill (Rudy)

## Delitto in convento
- Titolo originale: Old Habits Die Hard
- Diretto da: John Llewellyn Moxey
- Scritto da: Chris Manheim

Jessica va a fare visita alla sua vecchia amica Claire, che adesso è madre superiora nel convento del Cuore Immacolato: l'ambiente apparentemente pacifico nasconde in realtà alcune dissonanze, tra cui un misterioso investigatore privato che sta svolgendo delle indagini e un ragazzo che non si rassegna al fatto che la sua fidanzata voglia prendere i voti. La tensione aumenta quando una mattina viene rinvenuto il cadavere di suor Emily, apparentemente suicidatasi nella sua cella. Jessica però non crede affatto che la monaca si sia tolta la vita e si convince che nel convento ci sia un assassino.
- Altri interpreti: Eileen Brennan (Marian Simpson), Cindy Fisher (Nancy Bates), Clu Gulager (Ray Carter), Evelyn Keyes (sorella Emily), Mark Keyloun (Mike Phelps), Ed Nelson (Albert Simpson), Scott Paulin (Dr. Marshall), Jane Powell (reverenda madre Claire), Robert Prosky (vescovo Patrick Shea), Audrey Totter (sorella Paul), Sherri Stoner (Sarah Martino), Wendy Brainard (Amy), Fay DeWitt (sorella Mary-Margaret)

## Troppi assassini per un morto
- Titolo originale: The Way to Dusty Death
- Diretto da: Nick Havinga
- Scritto da: Philip Gerson

La signora Fletcher è membro del consiglio di amministrazione delle Industrie Barnett, il cui presidente Duncan Barnett è in fase di ripresa da un infarto. Quando Barnett invita i consiglieri a trascorrere un weekend nella sua villa, tutti credono che voglia annunciare il suo pensionamento e nominare il suo successore: per il posto sono in lizza Morgan McCormack e Tom Dutton, le cui mogli sembrano ancora più ambiziose dei consorti. Tuttavia Barnett spiazza i suoi ospiti annunciando che non intende assolutamente lasciare la sua poltrona; così, quando poche ore dopo viene ritrovato morto nella vasca da bagno, appare chiaro che non si tratta di morte naturale.
- Altri interpreti: Joanna Barnes (Lydia Barnett), Richard Beymer (Morgan McCormack), Lynn Carlin (Nicole), Nancy Dussault (Kate Dutton), Jenilee Harrison (Serena), Richard Jaeckel (Dr. Leon Chatsworth), Andrea Marcovicci (Anne Hathaway), Sandy McPeak (Spruce Osborne), Joanna Pettet (Virginia McCormack), Lawrence Pressman (Tom Dutton), Ray Walston (Q.L. Frubson), Cornel Wilde (Duncan Barnett), Jay Robinson (Paddock)

## Caratteristica di famiglia
- Titolo originale: It Runs in the Family
- Diretto da: Walter Grauman
- Scritto da: Peter S. Fischer

Emma McGill, la cugina di Jessica, viene invitata nella villa di campagna del suo amore di gioventù Geoffrey Constable, con il quale aveva perduto i contatti svariati decenni prima. Geoffrey ha appena ereditato un prestigioso titolo nobiliare dal padre, venuto a mancare di recente, ma essendo gravemente malato ha espresso il desiderio di riallacciare i rapporti con Emma prima che sia troppo tardi. I familiari di Geoffrey non sono affatto contenti della visita di Emma, che vedono come una possibile minaccia per la loro eredità e le cose si complicano quando Geoffrey muore per un avvelenamento da stricnina.
- Altri interpreti: John David Bland (Derek Constable), Mark Lindsay Chapman (Johnny Constable), Christopher Hewett (Humphrey Defoe), Richard Johnson (Lord Geoffrey Constable), Jane Leeves (Gwen Petrie), Rosemary Murphy (Sybil Constable), Anthony Newley (ispettore Frost), Carolyn Seymour (Pauline Constable), John Standing (Arthur Constable), Ian Abercrombie (Dr. Blandings), Lester Fletcher (Rev. Twilley), Pamela Kosh (Mrs. Dexter-Hundley)

## Beverly di giovedì
- Titolo originale: If It's Thursday, It Must Be Beverly
- Diretto da: Peter Crane
- Scritto da: Wendy Graf e Lisa Stosky

Jonathan Martin è il vicesceriffo di Cabot Cove e in paese lo considerano tutti un uomo di grande generosità e un lavoratore coscienzioso; da qualche tempo però sua moglie Audrey soffre di una grave forma di depressione, così quando viene trovata morta nella cucina di casa con una pistola in mano, è facile immaginare che si sia suicidata. Tuttavia lo sceriffo Tupper e Jessica scoprono che la notte della morte di Audrey Martin, suo marito Jonathan non si trovava sul posto di lavoro come si pensava e per di più viene alla luce che Jonathan da parecchio tempo intrattiene delle relazioni con molte signore di mezza età di Cabot Cove, tra cui Eve Simpson, Phyllis Grant e perfino Beverly, l'infermiera del dottor Hazlitt. Ad ognuna di loro Jonathan dedica un giorno della settimana, naturalmente a insaputa delle altre, ma quando la storia diviene di dominio pubblico scoppia uno scandalo.
- Altri interpreti: Julie Adams (Eve Simpson), Tom Bosley (sceriffo Amos Tupper), Antoinette Bower (Mrs. Audrey Martin), Gloria DeHaven (Phyllis Grant), Ray Girardin (George Tibbits), Dody Goodman (Beverly Hills), Kathryn Grayson (Ideal Molloy), Rick Lenz (deputato Jonathan Martin), Ruth Roman (Loretta Speigel), William Windom (Dr. Seth Hazlitt)

## Un regalo esplosivo
- Titolo originale: Steal Me a Story
- Diretto da: John Llewellyn Moxey
- Scritto da: Peter S. Fischer

La sceneggiatrice Gayle Yamada è stata assunta dal produttore di una nota serie televisiva con l'incarico di scrivere un episodio palesemente ispirato all'ultimo libro scritto da Jessica. Gayle è restia a commettere un plagio e così cerca la signora Fletcher per informarla di quanto sta avvenendo: la donna decide di incontrare personalmente il produttore ma questi viene ucciso per mezzo di un pacco regalo contenente un ordigno. La cerchia dei suoi nemici, già di per sé parecchio folta, ora comprende anche la signora Fletcher che diviene una dei sospettati.
- Altri interpreti: Vincent Baggetta (Bert Puzo), Bradford Dillman (Avery Stone), Fionnula Flanagan (Freida Schmidt), Lenore Kasdorf (Brenda Blake), Yaphet Kotto (Lt. Bradshaw), Doug McClure (Gary Patterson), Kim Miyori (Gayle Yamada), Gail Strickland (Kate Hollander), Ken Swofford (Sid Sharkey), Gail Youngs (Diane Crane), Joe Horvath (sergente Gates), Barry Pearl (P.R. Staffer), Scott Lawrence

## Delitto nel Giardino dell'Eden
- Titolo originale: Trouble in Eden
- Diretto da: Nick Havinga
- Scritto da: John D. F. Black (soggetto e sceneggiatura) e Paul Savage (sceneggiatura)

Charlotte Welch, proprietaria di un albergo in un paesino dell'Oregon, è morta in circostanze molto strane; sua sorella Mary Rose è una cara amica di Jessica Fletcher e le racconta di volersi recare personalmente nel luogo dov'è morta la donna per vederci chiaro. Poco prima di partire però Mary Rose viene investita da un'automobile e viene ricoverata in ospedale; credendo ai sospetti dell'amica, Jessica decide di condurre le indagini al posto suo e così si presenta in Oregon spacciandosi per Mary Rose Welch. Appena arrivata però la signora Fletcher si accorge che il Giardino dell'Eden, l'hotel di Charlotte, è in realtà una casa d'appuntamenti.
- Altri interpreti: Joan Caulfield (Mary Rose Welch), Betty Garrett (Martha Neilson), Macdonald Carey (Dr. Lynch), Thom Christopher (Rev. Willard Manchester), Tom Fitzsimmons (Lewis Framm), Rosanna Huffman (Dora Manchester), Tricia O'Neil (Lila Benson), Roy Thinnes (sceriffo Howard Landry), Mills Watson (Glen Roy Sitwell), Stuart Whitman (C.J. Dobbs)

## La lancia Algonkina
- Titolo originale: Indian Giver
- Diretto da: Walter Grauman
- Scritto da: Gerald K. Siegel

In occasione dell'anniversario della fondazione di Cabot Cove, un nativo americano di nome George Longbow interrompe il discorso del sindaco scagliando una lancia algonchina sul palco e spiega a tutti di essere venuto in possesso di un documento storico nel quale si attesta che il territorio su cui sorge Cabot Cove era stato in realtà donato ai pellirosse dall'esercito britannico. Mentre vengono eseguite le opportune perizie e ricerche, George entra in contrasto con Addison Langley, un imprenditore locale che ha basato la sua fortuna sulla compravendita di appezzamenti di terreno. Quando Langley viene trovato trafitto da una lancia, il primo sospettato è naturalmente George ma Jessica Fletcher decide di aiutarlo a scagionarsi.
- Altri interpreti: Theodore Bikel (Prof. Harold Crenshaw), Heidi Bohay (Donna Crenshaw), Tom Bosley (sceriffo Amos Tupper), Lonny Chapman (Addison Langley), Jack Colvin (Harris Atwater), Gary Lockwood (Tom Carpenter), Richard Paul (Sam Booth), Jennifer Salt (Helen Langley), Charles Siebert (Norman Edmonds), Bernard White (George Longbow), William Windom (Dr. Seth Hazlitt)

## Camera con delitto
- Titolo originale: Doom With a View
- Diretto da: Walter Grauman
- Scritto da: Kenneth Alan Berg

Jessica è a New York in visita al nipote Grady ma l'appartamento del ragazzo dev'essere disinfestato così lui e sua zia trovano temporaneamente alloggio nel costosissimo hotel di Gary Harper, un ex compagno di scuola di Grady. In realtà l'albergo è di proprietà della moglie di Gary, Cornelia, una donna molto più grande di lui che probabilmente il ragazzo ha sposato solo per interesse. Nell'hotel soggiornano anche Nettie, la premurosa madre di Gary, e Sandra Clemens, di cui Grady era perdutamente innamorato ai tempi della scuola. Poco dopo la cena però Sandra viene trovata uccisa nella sua camera e Grady, che ne ha scoperto il cadavere, diviene un indiziato.
- Altri interpreti: Janet Leigh (Cornelia Montaigne Harper), John Callahan (Garrett Harper), Robert Desiderio (Mark Havlin), Jennifer Holmes (Sandra Clemons), Michael Horton (Grady Fletcher), Monte Markham (ispettore Donald Matheney), Macon McCalman (detective Fritz Rice), Charlotte Rae (Nettie Harper)

## Zuppa di pesce ai barbiturici
- Titolo originale: Who Threw the Barbitals in Mrs. Fletcher's Chowder?
- Diretto da: John Llewellyn Moxey
- Scritto da: Robert van Scoyk

Lo sceriffo Tupper riceve l'inaspettata visita di sua sorella Winnie, che gli racconta di aver appena lasciato il rozzo marito Elmo; lo sceriffo è contento perché non ha mai amato molto il cognato ma poco dopo l'uomo si presenta a Cabot Cove cercando di convincere la moglie a ritornare a casa. Insieme a Elmo si presentano il fratellastro Harold e la sorella Flo insieme al marito Kenny e diviene subito chiaro che le dinamiche familiari sono piuttosto particolari. Per mettere pace, la signora Fletcher invita tutti a cena a casa sua e serve agli ospiti la sua speciale zuppa di pesce, ma subito dopo il pasto i commensali si sentono male e sono costretti a correre in ospedale. Dalle analisi emerge che qualcuno ha rovesciato dei barbiturici nella zuppa e le cose si aggravano quando Elmo muore per via dell'avvelenamento.
- Altri interpreti: Tom Bosley (sceriffo Amos Tupper), Colleen Camp (deputato Marigold Feeney), Henry Gibson (Harold Banner), Geoffrey Lewis (Kenny Oakes), Anne Meara (Winnie Tupper Banner), Barbara Rhoades (Flo Oakes), Donnelly Rhodes (Ed Bellamy), Guy Stockwell (Elmo Banner), William Windom (Dr. Seth Hazlitt), Dennis Bailey (deputato Grover), Joseph V. Perry (Ralph)

## Quando appare una cometa
- Titolo originale: Harbinger of Death
- Diretto da: Anthony Pullen Shaw
- Scritto da: R. Barker Price

Jessica si reca a casa della nipote Carrie per farle una sorpresa ma la donna non è in casa; il marito di Carrie, l'astronomo Leonard Palmer, è molto impegnato perché è in attesa dell'apparizione di una cometa e a Jessica sembra subito chiaro che il matrimonio tra i due è in una fase di crisi. Una sera Leonard scappa dall'osservatorio e la mattina dopo viene rinvenuto il cadavere di Drake Eaton; il telescopio dell'osservatorio è puntato in direzione della finestra dell'uomo e nella sua casa aveva trovato ospitalità proprio Carrie, che con Drake aveva avuto una relazione: per questo motivo Leonard è il principale sospettato dell'omicidio.
- Altri interpreti: George DiCenzo (sergente Kettler), Steven Ford (Drake Eaton), Robin Gammell (Dr. Thor Lundquist), Karen Grassle (Fay Hewitt), Dean Jones (Leonard Palmer), Kate McNeil (Carrie Palmer), Marcia Rodd (Madeline DeHaven), Jeffrey Tambor (Russell Armstrong)

## La maledizione di Daanav
- Titolo originale: Curse of the Daanav
- Diretto da: Walter Grauman
- Scritto da: Chris Manheim

Jessica e Seth si trovano a Washington quando la signora Fletcher convince il suo amico a fare visita al fratello Richard, che vive nel Maryland e con cui Seth ha dei dissapori da molti anni. Dopo essere rimasto vedovo Richard ha sposato in seconde nozze la giovane Alice, che non è vista di buon occhio dai figli dell'uomo, Mark e Carolyn. Richard tuttavia ama molto la nuova moglie e da poco le ha acquistato un bellissimo collier con un rubino indiano, il Daanav, che però secondo il diplomatico Vikram Singh è maledetto. Gli Hazlitt non credono a questa storia ma mentre Alice lo indossa rischia di morire asfissiata nel garage di casa. Nel frattempo Seth e Richard riescono finalmente a distendere i loro rapporti dopo tanto tempo, ma il mattino dopo Richard viene trovato morto nel suo studio, con la porta chiusa dall'interno e il rubino nella stanza.
- Altri interpreti: Jane Badler (Carolyn Hazlitt), Douglas Barr (Mark Hazlitt), Kabir Bedi (Vikram Singh), Richard Bradford (Richard Hazlitt), Larry Linville (Lt. Steven Ames), Clive Revill (Bert Davies), William Windom (dottor Seth Hazlitt), Jane Windsor (Alice Davies Hazlitt)

## Due spari nel buio
- Titolo originale: Mourning Among the Wisterias
- Diretto da: Walter Grauman
- Scritto da: Larry Scott Anderson (accreditato come Scott Anderson)

Jessica è stata invitata a Savannah dal suo amico commediografo Eugene McClenden, che da tempo le dice di volerle fare una proposta. Incuriosita Jessica si reca a casa dell'amico dove scopre che l'uomo è gravemente ammalato e siccome gli restano pochi mesi di vita le chiede di sposarlo in modo da non lasciare l'eredità ai suoi familiari. La proposta lascia Jessica allibita e le cose divengono sempre più complesse quando Eugene viene trovato accanto al cadavere di Jonathan Keeler, il consulente finanziario che ha causato grosse perdite alla sua famiglia.
- Altri interpreti: René Auberjonois (Cap. Walker Thorn), Penny Fuller (Grace Banfield), Frank Gorshin (Arnold Goldman), Matt McCoy (Todd Wendle), Barry Nelson (Eugene McClenden), Lois Nettleton (Deidre French), Linda Purl (Crystal Wendle), Elliott Reid (Jonathan Keeler), Beah Richards (Ola Mae), James Brown (dottor Church)

## Omicidio allo specchio
- Titolo originale: Murder Through the Looking Glass
- Diretto da: Seymour Robbie
- Scritto da: Robert van Scoyk

La signora Fletcher si trova nel Connecticut per una convention; uscendo dall'hotel assiste ad un incidente stradale e l'autista, capendo di stare per morire, chiede che sia chiamato un prete. Prima di spirare l'autista dichiara di aver ucciso un uomo di nome Carl Cosgrove e Jessica ascolta la confessione, ma quando la riferisce al sergente Cooper questi si dimostra molto scettico. In effetti la moglie del signor Cosgrove, interpellata telefonicamente, sostiene che suo marito sia vivo e vegeto; poco dopo però viene rinvenuto il suo cadavere e la signora Fletcher vuole vederci chiaro.
- Altri interpreti: Cliff De Young (padre Patrick Francis), Laurence Luckinbill (sergente Cooper), Robert Reed (Jackson), Mark Shera (Van Buran), Dan Shor (Pierce), Gregory Sierra (Sanchez), Karen Valentine (Ellen Cosgrove), Victor Mohica (Delgado), Tom Reese (Hitman)

## Omicidio d'annata
- Titolo originale: A Very Good Year for Murder
- Diretto da: Walter Grauman
- Scritto da: Peter S. Fischer

Jessica si trova nella villa dei Gambini, una famiglia italoamericana molto nota nel campo della produzione vitivinicola. Il nonno Salvatore, in procinto di festeggiare il suo compleanno, confessa a Jessica di essere molto preoccupato per le sorti dell'azienda perché, pur essendoci i suoi figli Marco e Stella e la nuora Fiona, è convinto che i tre nipoti non abbiano alcun interesse verso l'attività di famiglia: Paul è un giocatore di football disposto a tutto per fare carriera, Tony è un giocatore d'azzardo pieno di debiti, Michelle si accompagna sempre a uomini sbagliati. Quando Tony si fa male in un incidente, Jessica si convince che qualcuno stia attentando alla vita di Salvatore ma lui non ci vuole credere; l'indomani, però, nella cantina della villa viene rinvenuto il cadavere del fidanzato di Michela, che si scopre essere un emissario della mafia.
- Altri interpreti: Kristian Alfonso (Michele Gambini), Ina Balin (Stella Gambini), Bibi Besch (Fiona Gambini), Thomas Byrd (Paul Gambini), Grant Goodeve (Ben Skyler), John Saxon (Marco Gambini), Arlen Dean Snyder (Thaddius Kyle), Eli Wallach (Salvatore Gambini), Billy Zane (Tony Gambini), Robert O'Reilly (Stephen Ridgely)

## Benedict Arnold ha dormito qui
- Titolo originale: Benedict Arnold Slipped Here
- Diretto da: Seymour Robbie
- Scritto da: Robert Van Scoyk (sceneggiatura), Wendy Graf (soggetto) e Lisa Stosky (soggetto)

L'anziana Tillie Adams, vicina di casa della signora Fletcher, muore improvvisamente e Jessica è nominata sua esecutrice testamentaria. Insieme al dottor Hazlitt la donna si occupa di catalogare tutti gli oggetti di Tillie, che aveva una casa piena di ciarpame e nel frattempo scopre che secondo le volontà della defunta la casa andrà alla nipote Liza mentre il suo contenuto andrà all'antiquario Benny Tibbles. Pochi giorni dopo però emerge il fatto che nella casa di Tillie un tempo ha dormito Benedict Arnold, il quale vi ha nascosto all'interno un tesoro.
- Altri interpreti: Julie Adams (Eve Simpson), Brian Bedford (Alastair Andrews), Tom Bosley (sceriffo Amos Tupper), Barbara Cason (Emily Goshen), David Clennon (Wilton Tibbles), Shea Farrell (Kevin Tibbles), Lois Foraker (Liza Adams), Katherine Moffat (Lauren Hastings), Dick O'Neill (Benny Tibbles), William Windom (dottor Seth Hazlitt)

## Nuova ricetta per il pesce
- Titolo originale: Just Another Fish Story
- Diretto da: Walter Grauman
- Scritto da: Philip Gerson

Jessica è nuovamente in visita dal nipote Grady, che si è fidanzato con la giovane Donna Mayberry e vuole presentarle sua zia. Donna tiene la contabilità per il ristorante dei fratelli Brooke, che però sta attraversando una fase critica per via della concorrenza del ristorante di Valentino Reggiore. Come se non bastasse, l'antipatico maître del ristorante dei Brooke viene ucciso nella cella frigorifera del locale, colpito a morte con un grosso pesce surgelato e del delitto viene sospettata proprio Donna. Jessica si vede costretta ad indagare.
- Altri interpreti: Sonny Bono (Valentino Reggiore), Jack Carter (Harry Finlay), Norman Fell (Lt. Ralph Rupp), Dick Gautier (Chaz Crewe), Michael Horton (Grady Fletcher), James Carroll Jordan (Doug Brooke), Valerie Landsburg (Alice Brooke), Brenda Vaccaro (Mimi Harcourt), Debbie Zipp (Donna Mayberry)

## Il fuggiasco
- Titolo originale: Showdown in Saskatchewan
- Diretto da: Vincent McEveety
- Scritto da: Dick Nelson

La signora Fletcher si reca nel Saskatchewan per visitare la nipote Jill, che si è affiliata ad una compagnia di rodeo itinerante. La madre di Jill, temendo che si sia innamorata dell'uomo sbagliato, ha chiesto a Jessica di accertarsi della situazione di sua figlia ma effettivamente la signora Fletcher non ha nulla da obiettare sul nuovo fidanzato di Jill, il simpatico Marty Reed. Una notte, mentre l'allenatore di Marty si trova nella roulotte del medico che segue la compagnia, il dottor Schaefer, scoppia un incendio nel quale il dottore muore. Jessica quindi si convince che l'incendio sia stato doloso.
- Altri interpreti: Rosanna DeSoto (Consuela Schaeffer), Joe Dorsey (Doc Schaeffer), Patrick Houser (Marty Reed), Terry Kiser (Wally Bryce), Lance LeGault (ispettore Roger McCabe), Paul Le Mat (Luke Purdue), Kristy McNichol (Jill Morton), Larry Wilcox (Boone Talbot), Cassie Yates (Carla Talbot)

## La morte usa il computer
- Titolo originale: Deadpan
- Diretto da: E. W. Swackhamer
- Scritto da: Arthur Weingarten (soggetto), Mary Ann Kasica (accreditata come Maryanne Kasica) (sceneggiatura) e Michael Scheff (sceneggiatura)

Walter Knapf ha scritto una commedia teatrale usando come soggetto un libro della signora Fletcher, sua ex insegnante, invitandola a Broadway per la prima. In realtà lo spettacolo differisce molto dall'originale e dopo la messa in scena la critica si divide: l'importante critico Danny O' Mara esprime apprezzamento mentre il meno prestigioso Elliot Easterbrook stronca totalmente lo spettacolo. I due non sono certo in buoni rapporti e così, quando O' Mara viene rinvenuto cadavere e Easterbrook viene trovato accanto a lui con in mano l'arma del delitto, le conclusioni appaiono molto facili per tutti tranne che per Jessica.
- Altri interpreti: Lloyd Bochner (Jason Richards), Miles Chapin (Walter Knapf), Carole Cook (Shayna Grant), Marilyn Hassett (Barbara Blair), Rich Little (Barney Mapost), Christopher Norris (Denise Quinlan), Eugene Roche (Lt. Aloysius Jarvis), Dean Stockwell (Elliot Easterbrook), Philip Abbott (Ed Cullen), John DiSanti (Danny O'Mara), Penny Santon (Mrs. Rizzo)

## La fiera elettorale
- Titolo originale: The Body Politic
- Diretto da: Anthony Pullen Shaw
- Scritto da: Donald Ross

Kathleen Lane è una politica candidata al Senato degli Stati Uniti e nelle primarie deve affrontare il grande favorito Arthur Drelinger, sebbene i sondaggi la diano in rimonta. Quando il suo speechwriter si dimette, Kathleen chiede alla sua cara amica Jessica Fletcher di sostituirlo e lei accetta. La campagna elettorale però è molto combattuta e a un certo punto il giornalista Edmund Hall mostra in televisione delle foto che lasciano intendere che ci sia una relazione extraconiugale tra Kathleen e il giovane direttore della sua campagna Bud Johnson. Quando Bud cade dalla sua finestra Jessica si convince che non si tratti di suicidio e cerca di indagare continuando a fornire il suo supporto alla campagna politica dell'amica.
- Altri interpreti: Eddie Albert (Jackson Lane), Peter Fox (Bud Johnson), Robert Fuller (Arthur Drelinger), George Grizzard (Edmund Hall), Shirley Jones (Kathleen Lane), Harrison Page (Lt. Gowans), Daphne Reid (Nan Wynn), James Sloyan (C.W. Butterfield)